# Макарьев, Павел Борисович
Павел Борисович Макарьев (24 ноября 1924, д. Дилюн, совр. Забайкальский край — 12 февраля 1997, Новосибирск) — советский работник промышленности, директор новосибирского завода «Сиблитмаш» (1967—1985), заслуженный машиностроитель РСФСР (1984).

## Биография
Родился 24 ноября 1924 года в деревне Дилюн на территории современного Сретенского района Забайкальского края. Из семьи служащих. Посещал среднюю школу; во время обучения в десятом классе был отправлен на фронт. В День победы находился в Германии.
Вернувшись со службы, поступил в Хабаровский институт инженеров железнодорожного транспорта, который окончил в 1953 году. До 1956 года занимал должности мастера и заместителя начальника комплекса Улан-Удэнского паровозовагоноремонтного завода. С 1956 по 1967 год работал на Воронежском заводе тяжёлых механических прессов (начинал мастером, со временем получил должность начальника производства).
С 1967 года руководил заводом «Сиблитмаш». Много времени уделял реконструкции предприятия. Под его управлением в три раза увеличились производственные мощности, почти десятикратно возрос выпуск литейной техники. При нём также завершилась постройка четырёх многоквартирных зданий, общежития для малосемейных, поликлиники, столовой, нескольких учреждений для детей и т. д.
Избирался депутатом в Кировский районный и Новосибирский городской Советы
Похоронен на Заельцовском кладбище Новосибирска (квартал 103).

## Награды
Орден Ленина, орден Отечественной войны II степени, два ордена Трудового Красного знамени, а также ордена Славы 3-й степени и «Знак Почёта», пять боевых медалей.